# Марк Плавтий Сильван (консул)
Марк Пла́втий Сильва́н (лат. Marcus Plautius Silvanus; умер после 9 года) — древнеримский военный и политический деятель из знатного плебейского рода Плавтиев, ординарный консул во 2 году до н. э.

## Биография
На основании некоторых эпиграфических источников в современной историографии предполагается, что Марк являлся старшим сыном в семье септемвира эпулонов, достигшего в неустановленном году претуры, носившего такое же имя, и некоей Ургулании, подруги императрицы Ливии; предположительно, его младшим братом был консул-суффект 1 года до н. э. Авл Плавтий. Таким образом, дедом Авла вполне мог являться городской претор Рима 51 года до н. э. Авл Плавтий, носивший, согласно Аппиану Александрийскому, когномен Вар (др.-греч. Βάρρων).
Благодаря покровительству жены Августа Марк достиг должности ординарного консула во 2 году до н. э., которую занимал вместе с императором Октавианом Августом. В 4—5 годах Сильван находился на посту проконсула Азии. Затем, в 6 году он стал легатом-пропретором Галатии, где принимал участие в подавлении восстания исавров.
Пока Сильван находился в провинции, началось Великое Иллирийское восстание. В 7 году Сильван был вызван Тиберием, который являлся главнокомандующим римской армией в Иллирии, приказавшим ему привести свои войска, чтобы помочь подавить восстание. Плавтий присоединился к легату Мёзии Авлу Цецине Северу и сражался против бунтовщиков в битве при Сирмии. Римские войска одержали победу, но понесли очень большие потери. Сильван оставался во главе своих войск до 9 года. В течение этого времени он воевал в Паннонии, Далмации, а также Иллирии.
Хотя Плавтий служил под командованием Тиберия в течение всего восстания, у Тиберия были некоторые сомнения относительно Сильвана, особенно вызывала подозрения его тесная связь с матерью Тиберия Ливией.
Известно, что супругой Марка Плавтия являлась некая Ларция, дочь Гнея, сыном — претор Марк Плавтий Сильван, а дочерью — Плавтия Ургуланилла, жена императора Клавдия.